# La Vierge des tueurs
Pour plus de détails, voir Fiche technique et Distribution.
La Vierge des tueurs (La virgen de los sicarios) est un  film franco-hispano-colombien réalisé par Barbet Schroeder et sorti en 2000. Il s'agit d'une adaptation du roman autofictionnel du même nom de Fernando Vallejo paru en 1994.
Il est présenté en avant-première mondiale au festival du film de Telluride avant une présentation à la Mostra de Venise 2000.

## Synopsis
Fernando, vieil écrivain homosexuel colombien, retourne 30 ans après à Medellín, la ville de son enfance. Il y tombe amoureux d'Alexis, jeune délinquant et tueur à gages âgé de seulement seize ans. Une passion dangereuse naît entre le vieil homme et l'adolescent, mais cela finit par la mort brutale et tragique de ce dernier. Anéanti par le chagrin et troublé par la violence de cette ville qu'il ne reconnaît plus, l'écrivain croit retrouver Alexi en Wilmar, un autre adolescent avec qui l'histoire semble se répéter.

## Fiche technique
Sauf indication contraire, les informations mentionnées dans cette section peuvent être confirmées par la base de données cinématographiques IMDb,  présente dans la section « Liens externes ».
- Titre français : La Vierge des tueurs
- Titre original : La Virgen de los sicarios
- Réalisation : Barbet Schroeder
- Scénario : Fernando Vallejo, d'après son roman autofictionnel La virgen de los sicarios[1]
- Photographie : Rodrigo Lalinde
- Montage : Elsa Vásquez
- Musique : Jorge Arriagada
- Direction artistique et costumes : Mónica Marulanda
- Producteurs : Margaret Ménégoz, Barbet Schroeder
- Sociétés de production : Canal+, Les Films du losange, Proyecto Tucan, Tornasol Films et Vértigo Films
- Distribution : Paramount Classics (États-Unis), Vértigo Films (Espagne)
- Format : couleurs - 1,78:1 - Dolby Digital - 35 mm
- Pays d'origine :  Colombie,  France,  Espagne
- Budget : 4 700 000 €[2]
- Genre : drame
- Langue originale : espagnol
- Durée : 101 minutes
- Dates de sortie[3] :
  - États-Unis : 1er septembre 2000 (avant-première mondiale au festival du film de Telluride)
  - Italie : 6 septembre 2000 (Mostra de Venise 2000)
  - France : 20 septembre 2000
  - Belgique : 27 septembre 2000
  - Espagne : 11 octobre 2000

## Distribution
- Germán Jaramillo : Fernando
- Anderson Ballesteros : Alexis
- Juan David Restrepo : Wilmar
- Manuel Busquets : Alfonso
- Wilmar Agudelo : l'enfant sniffant de la colle
- Juan Carlos Álvarez : un voleur de 4x4
- Jairo Alzate : le chauffeur de taxi pour Santa Domingo
- Zulma Arango : une serveuse
- José Luis Bedoya : le chauffeur de taxi pour Sabaneta
- Cenobia Cano : la mère d'Alexis
- Eduardo Carvajal : le chauffeur de taxi pour la clinique
- Olga Lucía Collazos : une femme enceinte
- Jorge A. Correa : une cadavre
- Phanor Delgado : le chauffeur de taxi avec la machette
- Albeiro Lopera : le voisin punk

## Production

### Genèse et développement
Ayant vécu en Colombie entre ses 6 et 11 ans, Barbet Schroeder voulait depuis longtemps y tourner un film, en espagnol et avec une équipe de techniciens locaux. C'est en découvrant l'œuvre de Fernando Vallejo qu'il voit une piste pour ce projet. Mais le style très spécifique de l'écrivain empêche une adaptation basique et littérale. Après discussion avec l'auteur, il est décidé de s'inspirer du roman autofictionnel La virgen de los sicarios.

### Tournage
Le tournage a lieu de mars à mai 2000. Il se déroule en Colombie, notamment à Medellín. Le film est tourné dans un style « cinéma vérité » avec des caméras numériques Sony HDW-700. Il s'agit du premier long métrage de fiction tourné avec ces caméras filmant à 30 images par seconde. Ces caméras digitales, plus légères, ont procuré à l'équipe une liberté de mouvement indispensable pour le projet proche du cinéma de guérilla. Cela a également offert à Barbet Schroeder une nouvelle façon de travailler l'image :

« Avec ces nouvelles caméras digitales, on obtient une profondeur de champ beaucoup plus grande et plus nette qu'avec une caméra 35 classique. Bon, j'ai quand même un peu la nostalgie du 35, parce que je ne suis pas complètement satisfait de la technologie digitale, notamment au niveau des couleurs, de l'étalonnage. Je préfère avoir plus de contrôle sur les couleurs, mais le fait d'avoir autant de profondeur de champ me ravit. Je suis sûr que Ridley Scott par exemple, ça ne lui plairait pas (rires)... Les cinéastes comme lui adorent jouer sur les contrastes de focales, le flou et le net... Certains, comme Melvin Van Peebles, pensent que le changement de focale est un élément essentiel du langage cinématographique... Pour moi, ce n'est pas vrai du tout ! »

— Barbet Schroeder, Les Inrockuptibles
Par ailleurs, le tournage est marqué par les spécificités de la Colombie. Barbet Schroeder explique : « Il y a eu d'innombrables problèmes logistiques dus à la sécurité mais une chose qui m'a beaucoup aidé, c'est que toute l'équipe était colombienne. Nous étions un film colombien. En tant qu'étranger, j'étais le seul qui était vraiment en danger, surtout pour le kidnapping. Mes gardes du corps, qui faisaient partie de la police m'ont expliqué que, sur la liste des risques, j'étais classé 7 sur une échelle de 10 ».

## Accueil
Le film reçoit des critiques globalement positives. Sur l'agrégateur américain Rotten Tomatoes, il récolte 77% d'opinions favorables pour 62 critiques et une note moyenne de 6,60⁄10. Sur Metacritic, il obtient une note moyenne de 73⁄100 pour 25 critiques.
En France, le film obtient une note moyenne de 4,1⁄5 sur le site AlloCiné, qui recense 26 titres de presse.
La critique des Inrockuptibles souligne que le film comporte certains éléments récurrents de la filmographie du réalisateur : « La Vierge des tueurs ne déroge pas à la règle et s'affirme comme un objet profondément “schroedérien” malgré une géographie, une technologie et un sujet inédits chez lui » ainsi que l'hommage du cinéaste à la Colombie « En tirant le film vers le romanesque vénéneux plutôt que vers la sociologie misérabiliste et la leçon moralisatrice, le cinéaste rend finalement le plus bel hommage à cette Colombie-là ».
En France, le film n'attire que 110 631 spectateurs en salles et enregistre 2 227 287 $ au box-office mondial.

## Distinctions
Source : Internet Movie Database

### Récompenses
- Mostra de Venise 2000 : The President of the Italian Senate's Gold Medal
- Festival international du nouveau cinéma latino-américain de La Havane 2000 : meilleure œuvre d'un réalisateur non-latin sur un sujet lié à l'Amérique latine
- Festival International du Film Queer de Verzaubert 2001 : prix Rosebud du meilleur film

### Nominations
- Political Film Society Awards 2002 : prix « exposé »
- Satellite Awards 2002 : meilleur film en langue étrangère